# Wojskowa Organizacja Ziem Zachodnich
Wojskowa Organizacja Ziem Zachodnich (WOZZ), Wojsko Ochotnicze Ziem Zachodnich – polska wojskowa organizacja konspiracyjna, działająca w 1940 r. w Wielkopolsce i na Pomorzu
Została utworzona w poł. marca 1940 r. w Poznaniu w wyniku połączenia się Wielkopolskiej Organizacji Wojskowej, Poznańskiej Organizacji Zbrojnej i Wojska Ochotniczego. Inicjatorem powstania WOZZ był ksiądz Henryk Szklarek-Trzcielski ps. "Mrówka". Dążyła ona do objęcia swoimi wpływami całości ziem włączonych do Rzeszy, aby rozwinąć walkę bieżącą i przygotować się do powstania antyniemieckiego na tych terenach. Na czele WOZZ stał kpt. Leon Komorski ps. "Szeliga" (po kilku dniach usunięty ze stanowiska), a następnie kpt. rez. Leon Kmiotek ps. "Dołęga", "Pomian", który był faktycznym założycielem organizacji. Funkcję zastępcy komendanta pełnił por. rez. Edmund Horowski ps. "Widmos", szefa sztabu – Stefan Napieralski ps. "Jacyna", szefa wywiadu – Donat Bilski, adiutanta – Aleksander Kubski ps. "Jaworski". 
Organizacyjnie zaprzysiężeni członkowie ujęci byli w pododdziały typu wojskowego w systemie piątkowym, a później dziesiętnym. Struktura organizacyjna obejmowała 3 Okręgi: Poznań – miasto (7 dzielnic), Wielkopolska z komendami terenowymi w Gnieźnie, Szubinie, Środzie, Szamotułach, Rawiczu i Wrześni oraz Pomorze z komendami terenowymi w Toruniu, Inowrocławiu i prawdopodobnie Bydgoszczy. Ogółem WOZZ liczył w czerwcu 1940 r. ok. 500-1000 członków. Prowadzono głównie działalność w zakresie samopomocy, wywiadu, szkolenia wojskowego oraz propagandy (wydawanie własnego pisma "Pobudka" i ulotek). Rozbicie organizacji przez Niemców nastąpiło już w trakcie 1940 r. w wyniku trzech fal aresztowań w kwietniu, czerwcu i lipcu, które objęły prawie wszystkich jej członków. W grudniu 1941 r. kilkadziesiąt osób zostało skazanych na karę śmierci, pozostali na długoletnie więzienia i obozy pracy. 
Niedobitki WOZZ przeszły do Związku Walki Zbrojnej.